# SN 1998Y
SN 1998Y – supernowa typu II odkryta 16 marca 1998 roku w galaktyce NGC 2415. W momencie odkrycia miała maksymalną jasność 18,30m.